# Тукаєво (Кігинський район)
Тука́єво (рос. Тукаево) — присілок у складі Кігинського району Башкортостану, Росія. Входить до складу Душанбековської сільської ради.
Населення — 183 особи (2010; 173 в 2002).
Національний склад:
- татари — 73 %
- башкири — 26 %